# I Stævnemødets Time
I Stævnemødets Time er en dansk stumfilm fra 1913, der er instrueret af Sofus Wolder efter manuskript af Alfred Kjerulf.

## Handling
Denne artikel mangler et handlingsreferat. Hjælp os med at skrive det.